# Telegdi János (érsek)
Telegdi János vagy Telegdy János (Érsekújvár, 1574 körül – Kalocsa, 1647) római katolikus főpap, kalocsai érsek, Bosznia püspöke, váradi és nyitrai püspök.

## Élete
Telegdi Miklós (1535–1586) esztergomi érseki helynök és érsekségi kormányzó unokaöccse. Teológiai tanulmányait Bécsben végezte. 1594. február 10-én  szentelték alszerpappá Győrben, és ugyanezen évben lett zólyomi főesperes, illetve pappá szentelésére is sor került. Még 1594-től Érsekújvárra nevezték ki plébánosnak, később Széplakra prefektusnak. 1605-ben esztergomi kanonok, 1608-ban nagyprépost, 1609-ben pedig váradi püspök lett. 1610. január 27-én V. Pál pápa Bosznia püspökévé nevezte ki, 1611-ben szentelték fel Rómában. 1619 márciusában nyitrai püspök lett. 1620-ban Bethlen Gábor megtámadta a nyitrai várat és Telegdyt megadásra kényszerítette, aki ekkor Bécsbe menekült. 1623-ban kalocsai érsek lett, de VII. Orbán pápa jóváhagyásával nyitrai püspökségét is megtartotta. Ennek okán több támadás érte, végül kevéssel halála előtt, 1647-ben püspöki címéről lemondott.

## Telegdi és a székely írás

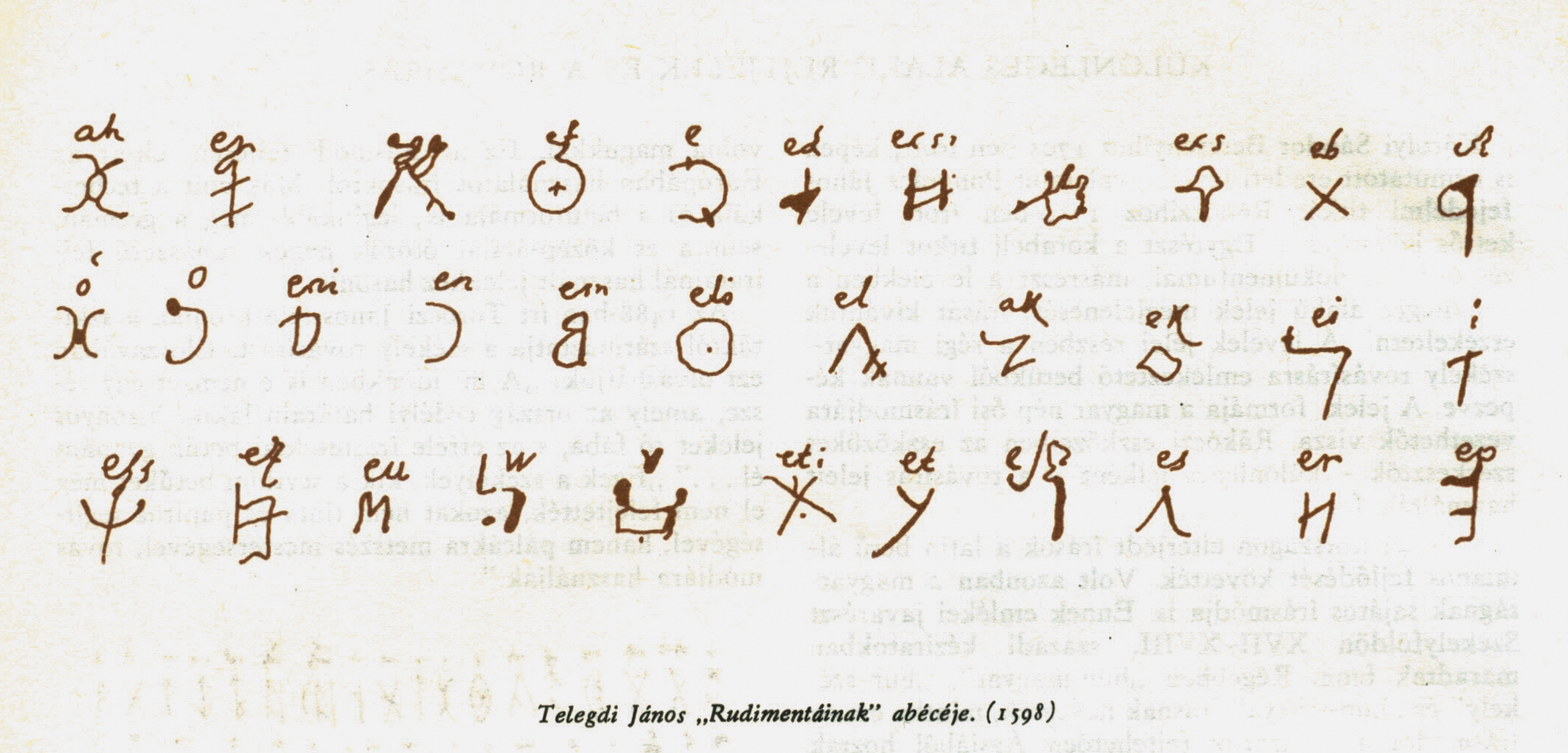
Telegdi János Rudimentáinak székely–magyar rovásírásos ábécéje

Telegdi János munkássága nagy és ellentmondásos hatást gyakorolt a székely írás kutatására. (Megjegyzendő, hogy a szakirodalomban a szerzőséggel kapcsolatban is vannak kételyek: ebben a korban több Telegdi János is élt Magyarországon és Erdélyben, és egyes kutatók nem a katolikus érseknek tulajdonítják a művet, hanem református szerzőnek.) A röviden csak Rudimenta néven emlegetett munkában (teljes, latin nyelvű címe: Rudimenta Priscae Hunnorum  [s. Siculorum] linguae breuibus quaestionibus ac responsionibus comprehensa azaz magyarul A hunok [avagy székelyek] régi nyelvének elemei rövid kérdések és válaszok formájában összefoglalva) egyfajta tankönyvként rögzítette a székelyek írásáról összegyűjtött ismereteit. A mű másolatokban viszonylag széles körben elterjedt, és nagy hatással volt az ezután keletkezett rovásírásos szövegekre, ami azért volt problematikus, mert Telegdi munkája távolról sem volt hibátlan, és az ezután, az ő hatását magukon viselő szövegek esetében már nagyon nehéz eldönteni, hogy azokban mi az eredeti székely írás emléke, és mi az, amit Telegdi adott hozzá az írás kialakításához.
A Rudimenta eredeti kézirata nem maradt fenn, de több másolata is ismeretes különböző korabeli könyvtárak révén. Sokáig tartotta magát az a nézet, hogy a művet 1598-ban Leidenben kinyomtatták, de ez valószínűleg félreértés lehetett, mert a legalaposabb modern kutatás sem talált nyomára egyetlen európai könyvtárban sem. Kéziratos másolatban viszont számos példányban fennmaradt. Ezek közül a legteljesebbnak a Gießen egyetemén a 18. század elején készült változatot tartják. Erről készült több áttételen keresztül az a másolat is, ami 1861-ben került a Magyar Tudományos Akadémia birtokába. További másolatok maradtak fenn – kissé eltérő változatokban – Erdélyben, a fogarasi könyvtárban, majd Marosvásárhelyen, illetve Nagyenyeden és másutt.
A műhöz Baranyai Decsi János írt előszót. Ezt követi „A hun betűkről, amit közönségesen szólva székely betűknek neveznek” című rész, ami a kor nyelvtankönyveire jellemző módon kérdés-felelet, illetve példák révén mutatja be a székely írást. Egészében véve a munkából úgy tűnik, hogy a szerző nem ismerte tökéletesen a székely írást. Nem is említi, hogy rovást eredetileg fába vésték, erről valószínűleg nem is tudott. Ennek megfelelően betűi lekerekítettek, az írótollhoz alkalmazottak. A betűk ismertetése után a könyvecske következő nagyobb egységében a ligatúrákkal, az összevont betűkkel foglalkozik a szerző. Ezeket rövidítéseknek (abbrevationes) nevezte. A nyelvtani rész után következik példaképpen a Miatyánk és a Hiszekegy szövege rovásírással.
Telegdi János munkája alapvető szerepet játszott abban, hogy a csaknem feledésbe merült székely írást, a betűk hangértékét a 18. században, az érdeklődés feltámadása idején nem kellett újra megfejteni. A Rudimenta elkészülte után viszont, a 17-18- században keletkezett székely rovásírásos emlékek – néhány fontos kivétellel, mint az Énlaki és a Rugonfalvi felirat – már ezeket a „sztenderdizált” betűket alkalmazzák.

## Művei
- Carmina Gratvlatoria. Wittenberg, 1582
- 1598 Rudimenta Priscae Hunnorum Lingvae... Leyden[8]